# Nilton Claudino
Nilton Claudino (Corumbá, 27 de dezembro de 1958) é um fotógrafo brasileiro.

## Biografia
Na juventude pretendia seguir carreira religiosa, tendo estudado em um colégio de padres. Mudou de ideia após uma viagem ao Rio de Janeiro em 1975, quando conseguiu um emprego como mensageiro da Editora Abril. Envolveu-se na produção da revista Veja, sendo designado por Zuenir Ventura a despachar o material fotográfico para a sede da publicação em São Paulo. Posteriormente transferiu-se para a revista Placar, onde passou a trabalhar como fotógrafo.
Em 1990, foi para o Jornal do Brasil, onde conquistou três prêmios Inter Press Photo. A partir de 2002 passou a chefiar a seção de fotografia do jornal O Dia, envolvendo-se em matérias fotojornalísticas.

### Tortura
No dia 14 de maio de 2008, Nilton, uma repórter e um motorista d'O Dia foram capturados por milicianos na favela do Jardim Batan. Disfarçado, o trio havia se mudado para o local para fazer uma série de matérias sobre as milícias. Os bandidos teriam descoberto a verdade sobre a equipe através de colegas do próprio jornal, pois conheciam detalhes da mesa de trabalho do fotógrafo e um apelido da repórter.
Os três passaram por sete horas e meia de interrogatório, sendo submetidos a socos, pontapés, roleta-russa, choques elétricos, sufocamento com saco plástico e tortura psicológica. No intervalo das agressões, ouviram sirenes em torno do cativeiro, mas os homens que chegavam ao local demonstravam apoio aos torturadores, ao invés de solidariedade às vítimas. Foram libertados após ameaças de morte e sob a condição de que mantivessem segredo sobre o caso.
O jornal denunciou a tortura sofrida por sua equipe na capa da edição de domingo, 1º de junho de 2008, esclarecendo que, apesar da cúpula da Segurança do Estado do Rio de Janeiro ter sido notificada sobre o caso, decidiu não divulgar a agressão até aquele momento para não prejudicar as investigações e nem comprometer a segurança dos envolvidos. No dia seguinte à publicação da matéria, o então secretário de segurança pública do estado, José Mariano Beltrame, confirmou o envolvimento de policiais no sequestro e tortura da equipe. Foi investigado também o envolvimento do deputado estadual Coronel Jairo e de seu filho, o vereador Dr. Jairinho, cujas vozes teriam sido reconhecidas pela repórter.
Em dezembro do mesmo ano, foi realizada uma grande operação nas zonas norte e oeste do Rio de Janeiro para cumprir sete mandados de prisão e 29 de busca e apreensão, para deter os participantes do sequestro e tortura. Os líderes da milícia, o policial civil Odinei Fernando da Silva e o presidiário Davi Liberato de Araújo, foram sentenciados a 31 anos de prisão. O deputado e o vereador denunciados negaram envolvimento com as milícias, não sendo investigados.
A identidade das três vítimas permaneceu em segredo até que, em agosto de 2011, foi publicada na revista piauí uma matéria de autoria de Claudino em que ele revelava ser uma delas. Segundo o depoimento, ele foi obrigado a deixar sua mulher e os dois filhos e a abdicar da residência no Rio, vivendo escondido e temendo constantemente por sua vida.